# 連続ロッド弾頭

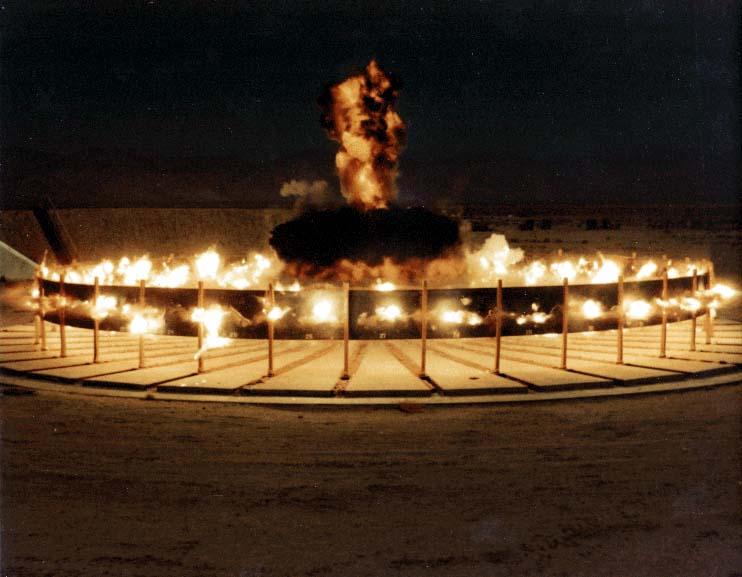
1972年、チャイナレイク海軍航空兵器基地にて起爆された連続ロッド弾頭

連続ロッド弾頭は「環状の爆風・破片」散布パターンを示すよう特化されており、このため爆発した際には標的を切断する大きな円状に飛び散る。これは航空目標やミサイル迎撃ミサイルに用いられる。

## 初期の対空用弾薬
第一次世界大戦中、初期の軍用機に対しては小銃や機関銃の銃弾が用いられた。また航空機が、小銃や機関銃弾の射程より上を飛行する時には火砲が用いられた。航空機に直撃を与える実際の公算は小さいため、砲兵の撃ち出す砲弾が爆発するよう設計され、航空機と近しい高度で、爆発の付近に破片のシャワーを浴びせるようになった。同じように対空兵器の大口径化、射撃速度の高速化や信管も改善されていき、引き続き第二次世界大戦まで投入された。こうした砲弾と小さな弾片はいつも航空機の外板に小さな穴をあけた。弾丸や破片が操縦士を直撃したり、航空機のいくつかの致命的な部分、つまり燃料系統やエンジン冷却システム、操縦索や舵面を動かす油圧系統に当たらない限り、航空機は任務に留まれた。
いくつかの対空砲の弾薬は、航空機の外板を損傷させるために長くて薄い破片になるよう設計されていた。こうした破片の作り出す破孔は、高速飛行する航空機の気流を破壊的にかき乱すという事を起こし得た。しかし等しいサイズの砲弾から生成される破片の量が少なくなれば、命中の可能性も低下した。第二次大戦後、対空砲を置き換えるためにミサイルが開発されるとこの問題はもっと大きくなった。数の少ないミサイルが、同じサイズと費用の兵器によってもたらされる、より多量の対空砲弾による航空機の撃破率と対抗するには、改良された弾頭が必要になった。1952年、折りたたまれた連続ロッド弾頭という概念が提案された。ジョンズ・ホプキンズ大学の応用物理研究所では、アメリカ海軍の対空ミサイル防衛プログラムにおける開発契約の一環として、連続展開ロッド弾頭を作り出した。使用の必要がなくなるまで、この弾頭の詳細は最高機密とされた。

## 構造
偶数個のばらばらの鋼棒が、平行に配置されて筒状に成形される。鋼棒の端はおのおの溶接されるが、最初の鋼棒と第二の鋼棒は前端を溶接しておく。また第二の鋼棒と第三の鋼棒は終端を溶接する。以下同様に形成体の周囲を全て処理する。

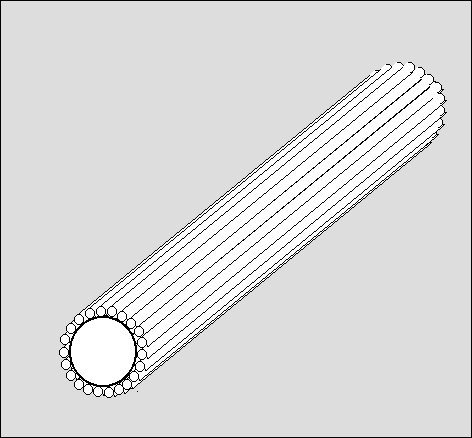
溶接前に心棒に配列された鋼棒。（単層を示す）
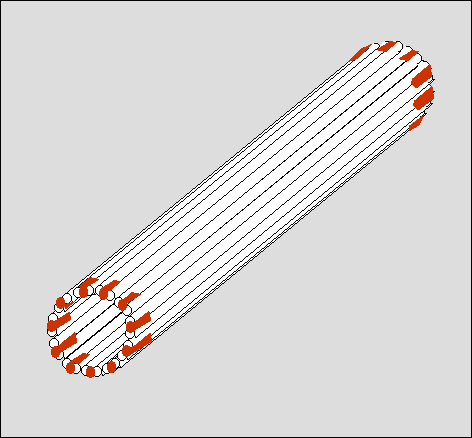
交互に溶接が済み、炸薬の充填を準備する。
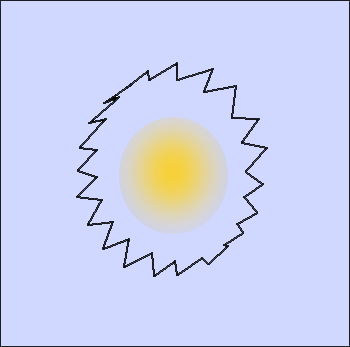
炸薬の爆発による鋼棒の展開を示す。
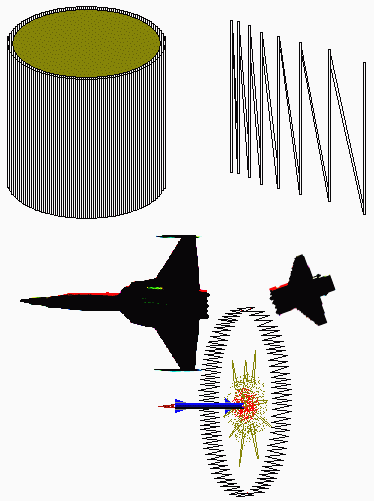
使用および効果 (表現のため誇張されている)

## 運用

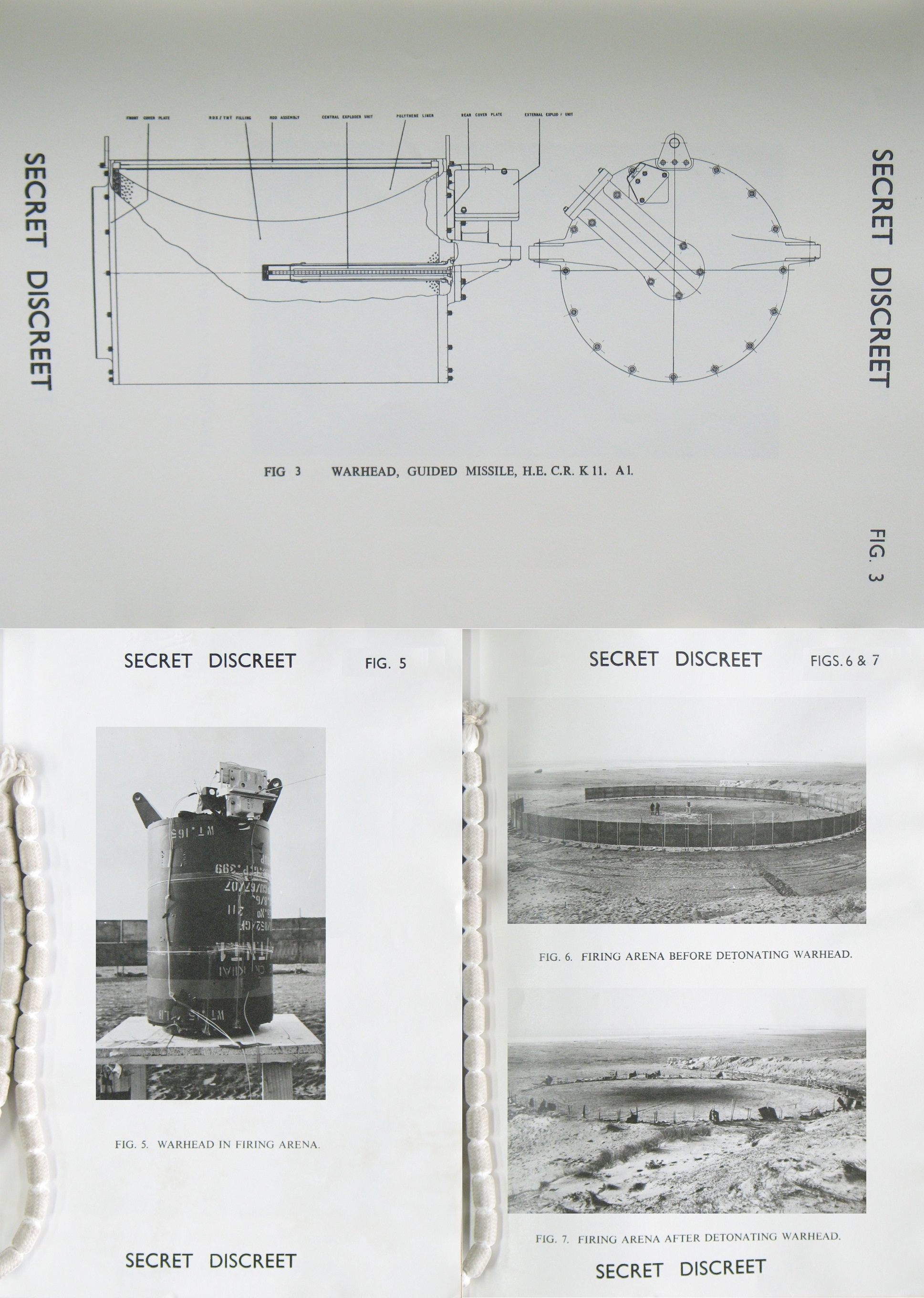
K11A1連続ロッド弾頭の爆発の前後の様子。この弾頭はRAFのブラッドハウンドMk.2用として開発された。

起爆の際、高性能炸薬が鋼棒に慣性を与え、これらを膨張する円の形で外へと押し出す。爆発による圧力波が鋼棒の全長に対して均等に働く必要があるため、爆薬レンズのように、なんらかのタンパーが衝撃波の成形のために用いられる。鋼棒は展延性を持ち、十分に柔らかいものが使われることで鋼棒や溶接個所の破断なしに展開を可能としている。また爆発速度は1,150m/s以下に制限されており、鋼棒はこうした箇所で千切れる代わりに曲がることができる。
中間点では、鋼棒からなるリングは、筒状の包絡面の内部でジグザグ状（交互方向）の外観を呈する。展開が最終的になるとリングは円状になり、平面に等しくなる。このリングはそれから引きちぎれ、最後には一つかそれ以上のまっすぐな棒状を形作る傾向がある。ミサイルと比較すれば鋼棒の正味の運動量はほぼゼロであり、その破壊効果も壊れたリングが伸び広がると急速に消失する。
急速に展開中のリングが航空機と衝突した時、同等量の破片効果弾頭よりも効率的である。リングの効果は、破片効果弾頭のように1/R2ではなく、1/Rで減少する。連続ロッド弾頭から展開中のリングが航空機の一部に衝突した場合、外皮、軽構造、内部に置かれたケーブル類、油圧ライン、そしてもし存在していれば他の配管類も連続的な破断を受ける。これにより構造的な機能不全を引き起こせるか、もしくはそうでない時には航空機のシステムの冗長性を破壊する。この効果はリングが破断しない限りは著しい。そこで、実際の兵器では鋼棒を複数層用意し、効果の及ぶ範囲を増している。
1950年代後期、地対空ミサイルを搭載するMIM-46モーラーを設計する際、IBM650によるモンテ・カルロ・シミュレーションが行われた。これは爆風・破片型弾頭を採用し、連続ロッド弾頭はより効力が小さいものとみなす決定に影響している。